# 청도대남병원
청도대남병원(청도대남요양병원, 영어: Dae Nam Hospital)은 대한민국의 경상북도 청도에 위치한 사설 의료기관이다.

## 연혁
1990년 7월 30일 경상북도 청도군 화양읍 청화로 79-7에 설립되어 운영 되고 있다. 설립 인가는, 1987년 3월에 군 단위 민간 병원으로 설립 지정을 받았으며, 1988년 4월에 병원건물이 준공 되었다.

## 개설 진료과목
- 내과
- 정신건강의학과
- 외과
- 정형외과
- 재활의학과
- 마취통증의학과
- 영상의학과

## 코로나 바이러스 집단 감염
- 2020년 1월부터 시작된 대한민국의 코로나19 범유행 사태에서, 의료 기관중에서 대규모 단체 감염이 일어난 첫 번째 의료기관이다.
- 청도 대남병원에서는 청도군 보건소와 장례식장이 함께 붙어있는 구조라 바이러스의 방역이 어렵고, 바이러스 감염 확산에 취약했다.
- 청도 대남병원에 정신병동도 있으며, 여기서 국내 첫 번째 와 두번째 코로나 사망자가 발생하였다. 2020년 2월 7일부터 발열 등 증상자가 발생했고,조선족 간병사가 2명이 근무한것을 알려져있다.2020년 2월 24일까지 총 7명의 사망자중에서 청도 대남 병원에서 5명이 발생하였다.[1]
- 신천지교회의 교주 이만희의 형의 장례식이 경북 청도 대남 병원에서 1월 31일부터 2월 2일까지 3일장이 있었다.
- 장례식에는 신천지 교인들 47 여명이 참석하였던것등이 청도 대남병원에서 코로나 바이러스 112명의 집단 발병의 원인으로 주목되고 있다. 신천지 교회 최초 감염 확진 받았던, 31번 확진자는 청도 지역 유명한 찜질방에 방문하였던것이 확인되었다.[2][3][4]
- 2020년 2월 24일 기준으로 5층 정신병동 환자 전원이 바이러스 감염으로 확진 받았으며, 코호트 격리를 시행하였다.  코호트 격리를 하면  감염자가 발생한 병원의 환자와 의료진모두가 격리 되는 것이다.  폐렴 증상이 발생한 환자들은 대구경북 지역의 대형병원 음압병실로 이송되었다.[5]

## 같이 보기
- 코로나바이러스감염증-19 유행
- 대한민국의 코로나바이러스감염증-19 유행